# Jennifer Aniston
Jennifer Joanna Aniston (Los Ángeles, 11 de febrero de 1969) es una actriz, comediante, directora y productora de cine estadounidense. En la década de 1990, se ganó el reconocimiento mundial interpretando a Rachel Green en la serie de televisión Friends. Dicho papel le hizo ganar un Premio Emmy, un Premio Globo de Oro y un Premio del Sindicato de Actores, y cobrar en las dos últimas temporadas un millón de dólares por capítulo.
Su significativa presencia mediática en la serie de televisión también debido a su icónico corte de pelo, conocido como The Rachel, el cual causó furor y fue muy popular entre las mujeres de la época, quienes imitarían su peinado por varios años, y que además la revista Rolling Stone catalogara como «El mejor pelo de Estados Unidos».
También goza de una exitosa carrera en cine, sobre todo en comedias románticas, donde ha participado en distintas producciones cinematográficas de Hollywood, protagonizó la exitosa película de culto de terror y comedia: Leprechaun de 1993 donde compartió protagonismo con Warwick Davis, posteriormente se ganó los elogios de la crítica por sus interpretaciones en películas independientes She's the One, Office Space, Amigos con dinero y The Good Girl. Tras finalizar la serie de televisión Friends, sus mayores éxitos comerciales han sido las películas Bruce Almighty, Along Came Polly, The Break-Up, Marley & Me y He's Just Not That Into You.
En 2007, la revista Forbes la citó como la décima mujer más rica en la industria del entretenimiento y en 2008 la misma publicación citó sus ganancias por 27 millones de dólares. También estuvo incluida en el top 10 de sueldos de la revista The Hollywood Reporter para el año 2006. Ha estado en la lista 100 de Forbes, basada en "ganancias y fama", cada año desde 2001, llegando a la cima en 2003. Ha aparecido en la lista anual de People como una de «Las más bellas» desde 1995 y en 2004 estuvo en el número uno. En 2016, fue elegida por la revista People como «La mujer más bella del mundo».
Durante su trayectoria se ha convertido en la imagen de distintas marcas, las cuales se destacan L'Oréal, SmartWater y Heineken. Ha hecho aparición en los videoclips «I'll Be There for You» del grupo The Rembrandts, «I Want To Be In Love» de Melissa Etheridge, y «Walls» de Tom Petty and the Heartbreakers. En 2005, el cantante finlandés Anssi Kela lanzó una canción titulada «Jennifer Aniston» en su álbum Rakkaus on murhaa.
Para la década de 2010 ha destacado por su participación en películas de corte comedia-romántica como The Switch, The Bounty Hunter, Just Go With It, Horrible Bosses y We're the Millers. En 2014, protagoniza la película dramática Cake; por esta última ha obtenido buenas críticas y por la cual nuevamente obtuvo nominaciones a los Premios Globo de Oro, Premios de la Crítica Cinematográfica y a los Premios del Sindicato de Actores en la categoría de «mejor actriz», e incluso se mencionó como una de las principales candidatas a una nominación al premio Óscar.
El 29 de julio del 2000, Aniston contrajo matrimonio con el también actor Brad Pitt, en una ceremonia privada en Malibú. En 2005, anunciarían su separación tras 5 años de matrimonio. Desde 2011 mantuvo una relación con el actor Justin Theroux con quien se casó el 5 de agosto de 2015, finalmente en 2018 se divorciaron.

## Biografía

### Primeros años
Jennifer Joanna Aniston nació el 11 de febrero de 1969 y creció en la ciudad de Nueva York. Es hija del actor John Aniston, nacido Yannis Anastassakis (24 de julio de 1933-11 de noviembre de 2022) (griego: Γιάννης Αναστασάκης), y de la actriz y modelo Nancy Dow (22 de julio de 1936-25 de mayo de 2016). El padre de Aniston era griego, nacido en la isla de Creta, en Grecia, mientras que su madre nació en Nueva York, de ascendencia italiana, escocesa-canadiense, irlandesa, inglesa y una pequeña cantidad de griego. Aniston tiene dos medio hermanos, John Melick y Alex Aniston. Su padrino era el actor Telly Savalas, quien fuera el mejor amigo de su padre. Vivió en Grecia durante un año cuando era niña con su familia y más tarde regresaron a Nueva York. Su padre ha actuado en las telenovelas Days of Our Lives, Love of Life y Search for Tomorrow. Aniston asistió a la escuela Rudolf Steiner y se graduó en la secundaria de Manhattan Fiorello H. LaGuardia High School of Music & Art and Performing Arts. Trabajó en producciones de poca magnitud, tales como For Dear Life y Dancing on Checker's Grave. Durante este período tuvo varios empleos a tiempo parcial, incluyendo teleoperadora y mensajera. En 1989, se mudó a Los Ángeles, California.

## Carrera

### Televisión

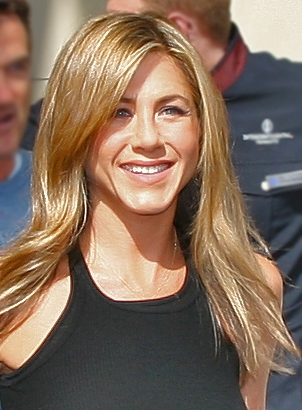
Jennifer Aniston en 2008.

Aniston se mudó a Hollywood, Los Ángeles, California, y obtuvo sus primeros papeles en televisión en 1990, protagonizando en la serie Molloy y en la película para televisión Camp Cucamonga. También fue coprotagonista en Ferris Bueller, una adaptación a la televisión de la exitosa película de 1986 Ferris Bueller's Day Off. La serie, sin embargo, fue rápidamente cancelada. Aniston apareció después en dos programas de televisión cómicos, The Edge y Muddling Through, Herman's Head y Burke's Law. Después de la cancelación de varios programas en los que aparecía, luego protagoniza la película de terror de 1993, Leprechaun (La noche del duende en España o El duende maldito en Latinoamérica) que se convirtió en una película de culto y cuyo éxito generó más secuelas en las cuales Aniston no participó. Tiempo posterior al estreno de Leprechaun, Aniston estuvo considerando el abandonar la actuación.
Los planes de Jennifer Aniston cambiaron después de hacer una audición para Friends, una comedia que se creó para la cadena de televisión NBC en 1994-1995. Los productores del programa originalmente querían que Aniston hiciera la prueba para el papel de Monica Geller, pero consideraron que Courteney Cox daba mejor para el papel. Así que Aniston fue elegida como Rachel Green. También se le ofreció un papel en Saturday Night Live, pero lo rechazó para estar en Friends. Interpretó el personaje de Rachel desde 1994 hasta que terminó la serie en 2004.
El programa fue un éxito y Aniston, junto con sus compañeros de reparto, ganó fama y reputación en todo el mundo. Aniston recibió un salario de un millón de dólares por episodio por las dos últimas temporadas de Friends, así como también cinco nominaciones al Emmy (dos por Actriz de Reparto, tres por Actriz Principal), incluyendo un premio por Mejor Actriz en una Serie de Comedia. Según el Libro Guinness de los Récords (2005), Aniston (junto con sus coprotagonistas femeninas) se convirtió en la actriz mejor pagada de todos los tiempos con su salario de $1 millón por episodio por la décima temporada de Friends.
En 2007, Aniston protagonizó un episodio en la serie de Courteney Cox Dirt, interpretando a la rival de Cox, Tina Harrod. Aniston apareció también en el tercer episodio de la tercera temporada de 30 Rock de NBC interpretando a la compañera de habitación de Liz Lemon, quien acosaba a Jack Donaghy. Por esta interpretación, Aniston recibió el 16 de julio de 2009 una nominación al Emmy como Mejor Actriz Invitada en una Serie de Comedia en 30 Rock.

### Cine

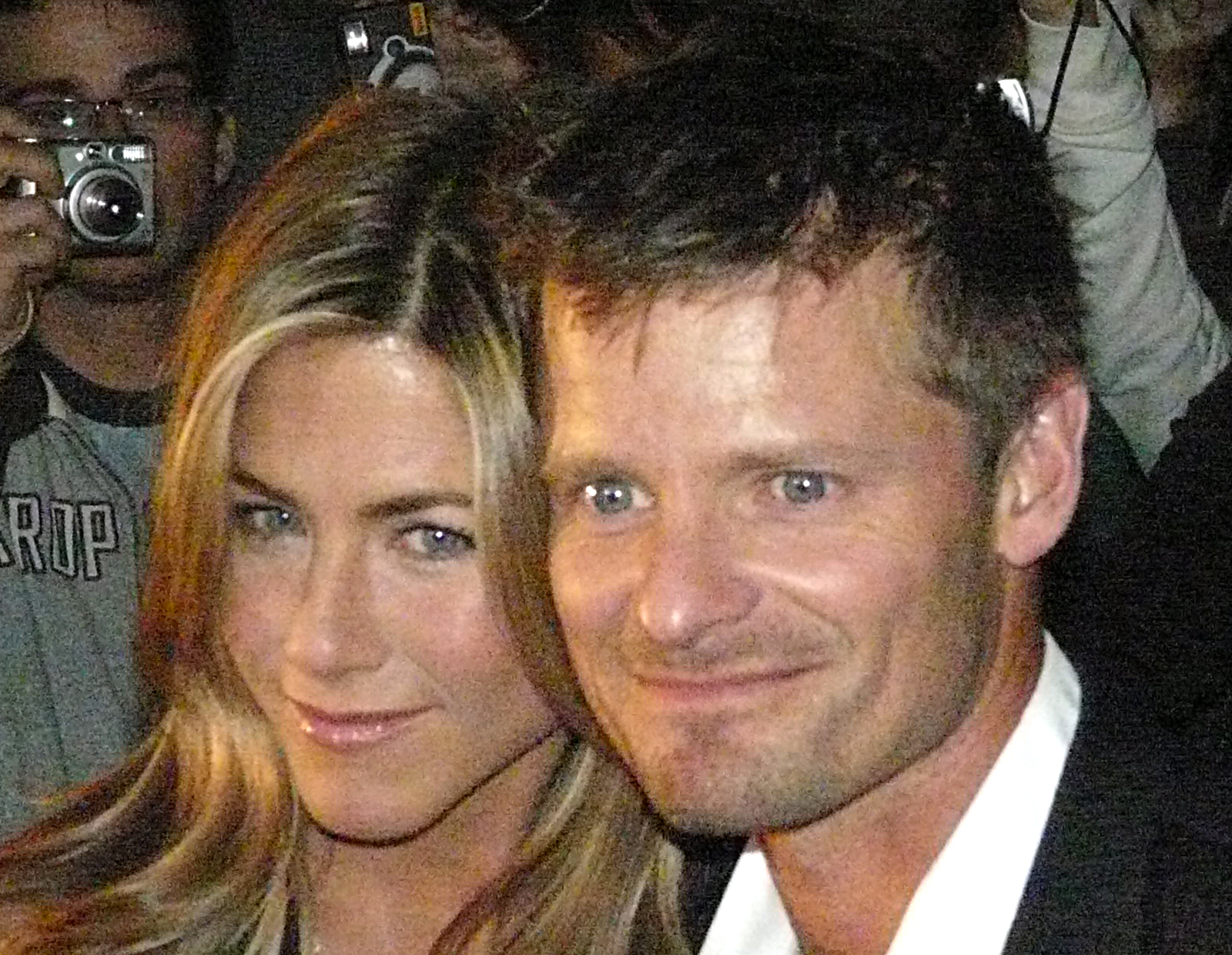
Jennifer Aniston con Steve Zahn, en el estreno de Management.

Hizo su debut cinematográfico protagonizando el filme de terror y comedia: Leprechaun en 1993, donde encarnó a la protagonista Tory Redding que tenía el rol de ser la final girl de este slasher, si bien la película recibió diversas críticas, mismas que iban desde positivas a negativas, fue un éxito comercial que impulsó el nombre de Aniston en Hollywood, el filme se convirtió en una película de culto y fue seguido de varias secuelas sin la participación de Aniston.
Mientras grababa Friends, Jennifer también comenzó a obtener más papeles en el cine. Tras un paréntesis en 4 años en el mundo del cine, Aniston regresó en 1996, cuando interpretó los papeles secundarios en dos películas independientes Dream for an Insomniac y She's the One con Edward Burns y Cameron Diaz. El primer papel protagonista de Aniston fue en la película Picture Perfect ("Novio de alquiler") (1997), donde actuó junto a Kevin Bacon y Jay Mohr. Mientras que la película recibió críticas desiguales, la actuación de Aniston fue mejor recibida, con alabanzas de los críticos que sugerían que tenía presencia en pantalla.
Durante la segunda mitad de la década de 1990, protagonizó varias películas de tipo romántico 'Til There Was You (1997) con Dylan McDermott y Sarah Jessica Parker, The Thin Pink Line (1998), la película de dibujos animados The Iron Giant (1999), y la aclamada comedia Office Space (1999). La crítica la elogió por sus interpretaciones en The Object of My Affection ("Mucho más que amigos") (1998), una comedia-drama sobre una mujer que se enamora de un hombre gay (interpretado por Paul Rudd), y en la película de bajo presupuesto de 2002 The Good Girl, interpretando a una cajera de un pequeño pueblo. Esta última se estrenó en poco menos de 700 salas en total, recaudando $14M en taquilla en Estados Unidos.
El mayor éxito de taquilla de Aniston hasta la fecha fue por su papel en la película de 2003 Bruce Almighty (Como Dios en España y Todopoderoso en Latinoamérica), donde interpretó a Grace, la novia del personaje de Jim Carrey, protagonizada por Carrey, Morgan Freeman y la misma Aniston. Aniston protagonizó después la película de 2004 Along Came Polly (Y entonces llegó ella en España, Mi Novia Polly en Latinoamérica), junto a Ben Stiller. A finales de 2005, Aniston apareció en dos grandes producciones, Derailed y Dicen Por Ahí....
En 2006, participó en una película independiente de bajo presupuesto Friends with Money, que se estrenó en el Festival de Cine de Sundance y recibió un lanzamiento limitado. La siguiente película de Aniston, The Break-Up, se estrenó el 2 de junio de 2006 y recaudó aproximadamente $39.17 millones durante su primer fin de semana, a pesar de las críticas poco entusiastas. En 2006, Aniston codirigió el corto Room 10, rodando su parte en el set de una sala de emergencias con los protagonistas Robin Wright y Kris Kristofferson. Aniston se dio cuenta de su gusto por la dirección gracias a la actriz Gwyneth Paltrow, quien también dirigió un cortometraje en 2006.

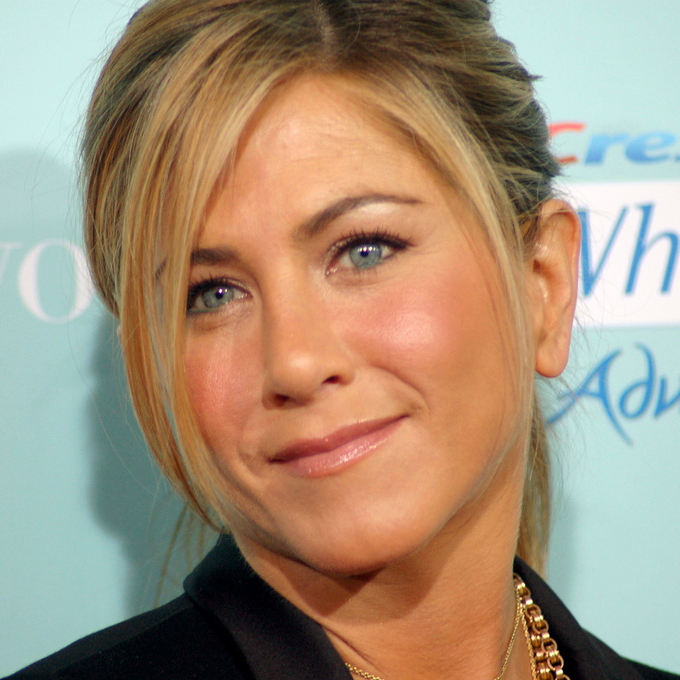
Jennifer Aniston en 2009.

El 25 de diciembre de 2008, Marley & Me, en que Aniston protagonizó junto a Owen Wilson, fue estrenada. Fijó un récord por ventas de $14.75 millones de entradas en el día de Navidad. Ganó un total de $51.7 millones de dólares durante el fin de semana de cuatro días y estuvo en el número 1 en la taquilla, una posición que se mantuvo durante dos semanas. El total en todo el mundo fue de $242,717,113. Su próxima película, He's Just Not That Into You, que protagonizaba junto a Ben Affleck, se estrenó en febrero de 2009. La película recaudó $27.5 millones de dólares, posicionándose en el #1 en la taquilla en su primer fin de semana. Mientras que la película recibía críticas mixtas, Aniston, junto con Affleck, Ginnifer Goodwin y Jennifer Connelly, a menudo son elogiados por los críticos por sus interpretaciones en la película.
En marzo de 2010, Aniston lanzó Exposados, que coprotagonizó junto a Gerard Butler. Mientras que la película recibió críticas mordaces de los críticos, fue un éxito modesto en la taquilla, ganando más de $130 millones de dólares en todo el mundo. Una tibia recepción de taquilla recibió a The Switch en la que coprotagoniza con Jason Bateman. El estreno de la película en el fin de semana por The Hollywood Reporter dijo, «8,4 millones de dólares desalentadores». La película ha recibido críticas mixtas, con el sitio Metacritic dándole 13 de 30 críticas emitiendo un veredicto positivo.
El 20 de junio de 2010, las películas de Aniston habían recaudado más de mil millones de dólares en los Estados Unidos y más de 1700 millones de dólares en todo el mundo.
Just Go with It (Sígueme el Rollo en España,Esposa de Mentira en Latinoamérica), con Adam Sandler, se estrenó el fin de semana del Día de San Valentín en 2011. Nicole Kidman también aparece en la película como una antigua rival del personaje de Aniston.
Aniston también se unió al elenco de Jason Sudeikis, Jason Bateman, Charlie Day, Jamie Foxx y Colin Farrell, en una película cómica titulada Horrible Bosses (Cómo acabar con tu jefe en España, Quiero Matar a mi Jefe en Latinoamérica), dirigida por Seth Gordon. Aniston firma para protagoniza en Wanderlust con Paul Rudd, con quien coprotagonizó en la película de 1998 The Object of My Affection. El guion, que comprado por Universal Pictures, fue escrito por Rudd, Ken Marino, y David Wain con el último también dirigiendo la película y será producida por Judd Apatow. La película cuenta la historia de una pareja casada quienes se unen a una comuna después de perder su dinero y decidir que la vida moderna no es para ellos.

### Otros trabajos
Aniston ha aparecido en varios anuncios y vídeos musicales. En 1996, estuvo en el vídeo musical de Tom Petty and The Heartbreakers para "Walls". En 2001, Aniston estuvo en el vídeo musical de Melissa Etheridge, "I Want To Be In Love." Fue elegida para el anuncio de Heineken que luego sería baneado debido a problemas de marca. Aniston también ha estado en anuncios para L'Oréal. En 1994, Microsoft invitó a Aniston, con su compañero de trabajo Matthew Perry, para grabar un anuncio promocional de 30 minutos para su nuevo sistema operativo, Windows 95.
Junto con Brad Pitt y Brad Grey, CEO de Paramount Pictures, Aniston fundó la compañía productora Plan B Entertainment en 2002, aunque ella y Grey se retiraron en 2005. En 2008, ella y su compañera Kristin Hahn formaron la compañía productora Echo Films.
Desde 2007, ha trabajado en una campaña publicitaria para la bebida SmartWater.
Aniston trabajó más de un año en un nuevo perfume, que fue lanzado el 21 de julio de 2010, en Harrods en Londres. Los planes originales pidieron que el perfume se llamara Lolavie por Jennifer Aniston, pero para evitar confusión con otro perfume con un nombre similar, el nombre fue cambiado a simplemente Jennifer Aniston.
En una entrevista tras el lanzamiento, Aniston dijo que le gustaría crear también una fragancia para hombres. Aniston hizo la voz de Miss Stevens, en el episodio «Rainforest Schmainforest» de la serie americana South Park.

## Vida personal
Salió con el músico Adam Duritz en 1995. Desde 1995 hasta 1998, estuvo involucrada románticamente con el actor Tate Donovan.
En mayo de 1998, comenzó a salir con el actor Brad Pitt. Se casaron el 29 de julio del 2000, en una boda privada en Malibú. Durante unos años, su matrimonio tuvo un éxito extraño en Hollywood. Sin embargo, la pareja anunció su separación el 6 de enero de 2005. Pitt y Aniston fueron vistos juntos en público después de anunciar su separación, incluso en la fiesta de cumpleaños 36 de Aniston, y los amigos de la pareja declararon que se estaban reconciliando. Aniston, sin embargo, solicitó el divorcio el 25 de marzo de 2005. y fue finalizado el 2 de octubre de 2005. Durante este período, había especulaciones intensas en los medios que Pitt había sido infiel a Aniston con su compañera de trabajo en Mr. & Mrs. Smith, Angelina Jolie.
En los meses siguientes, la reacción del público hacia el divorcio fue reportado por la prensa. La historia se convirtió en primera plana de medios como Entertainment Tonight y Access Hollywood, y apareció en las primeras páginas de revistas sensacionalistas por muchos años, continuando hasta el día de hoy. Durante el año 2005, también aparecieron camisetas de 'Team Aniston' y 'Team Jolie'.
Aniston reveló que su divorcio la impulsó a buscar a su madre, Nancy, de quien había estado separada por casi una década. Se distanciaron en un principio cuando Nancy habló sobre intimidades de su hija en un show de televisión y luego escribió un libro titulado, From Mother and Daughter to Friends: A Memoir (1999). Aniston también dijo que estaba devastada por la muerte del que había sido su terapeuta durante mucho tiempo, cuyo trabajo la ayudó a que su separación con Pitt fuera mucho más fácil. Aniston dijo que su relación con Pitt, de la que no se arrepiente, "fueron «siete años muy intensos» juntos" y que «fue una relación hermosa y complicada».
Después de su divorcio, Aniston comenzó una relación con el actor Vince Vaughn, con quien coprotagonizó en The Break-Up. Se anunciaron problemas en la relación en septiembre de 2006, seguido de una ruptura, confirmada en diciembre de ese año. Salió con el modelo británico Paul Sculfor durante unos meses en 2007. En febrero de 2008, comenzó a salir con el músico John Mayer. La pareja se separó en agosto, pero reanudaron la relación en octubre antes de separarse de nuevo en marzo de 2009.
Aniston ha tenido dos septoplastias para corregir su tabique desviado —uno que se hizo mal en 1994 y la segunda en enero de 2007—.
Es la madrina de Coco Riley Arquette, la hija de sus buenos amigos, los actores Courteney Cox y David Arquette. En 2007, Forbes nominó a Aniston en el top 10 de las mujeres más ricas del entretenimiento y estimó su valor neto alrededor de $110 millones. En la actualidad se estima su patrimonio en $200 millones.
En mayo de 2011, Aniston comenzó a salir con el también actor y director Justin Theroux. La pareja se comprometió en el cumpleaños 41 de Justin, cuando éste la llevó a cenar y anunciaron su compromiso el 12 de agosto de 2012. La pareja contrajo matrimonio el 5 de agosto de 2015 en Los Ángeles, California. 
En febrero de 2018, la pareja anunciaba, mediante un comunicado de prensa, que se divorciaban tras dos años y medio de matrimonio.
En una entrevista para la revista Allure, confesó sus deseos de poder ser madre, incluso se ha sometido a fertilización in vitro para poder lograrlo.
El 11 de noviembre de 2022, su padre, John Anthony Aniston falleció a los 89 años de edad.

## En los medios de comunicación

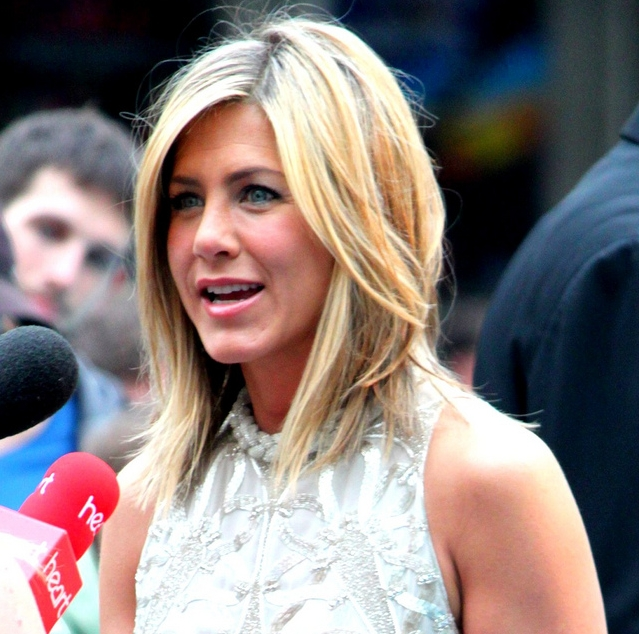
Jennifer Aniston en 2011.

En 2006, figuró en la lista de las Personas mejor vestidas y ha sido titular de «Las 100 Mujeres más sexys» desde 1996, enumerándose en el 81 en 2010, en el 24 en 2009 y en el 27 en el 2008. En 2011, The Telegraph informó acerca de las partes del cuerpo más buscadas de los ricos y famosos reveladas por dos cirujanos plásticos, quienes llevaron a cabo una encuesta entre sus pacientes para construir la fotografía de una mujer perfecta. Bajo la categoría de la forma de cuerpo más buscada, Aniston fue votada en el top tres junto con Gisele Bündchen y Penélope Cruz.
Aunque a Aniston no le gustaba el peinado que llevó durante sus dos primeras temporadas en Friends, "The Rachel" , todavía sigue siendo muy popular entre las mujeres.
En algunas entrevistas ha comentado acerca de lo anterior:

El corte de cabello The Rachel fue uno de los más difíciles de mantener. El secador de pelo, el cepillo y yo no congeniábamos. Era realmente un peinado. Cuando Chris (McMillan) me arreglaba mi cabello era perfecto, se veía precioso, pero cuando eramos solamente mi cepillo y yo, no se veía igual. Es divertido y entretenido en cierto sentido y, por supuesto, muy halagador. Pero me hace gracia cuando escucho a la gente decir que tengo un gran cabello, porque de pequeña era todo un reto. Creo que fue el corte de cabello más feo que he visto, era todo lo que la gente quería saber. Todo lo que le pedían a Chris que hiciera. A mí me gustaba en el momento, pero comenzó a disgustarme después de ocho meses, pero simplemente caía en el olvido. Nunca ha sido un gran asunto para mí, honestamente. Es un gran asunto para Chris McMillan y un corte de cabello y creo que a mucha gente, a muchas chicas les pareció divertido. ¿The Rachel el resto de mi vida?... afeitadme la cabeza de una vez.
Jennifer Aniston

## Filmografía

### Cine
| Año  | Título                      | Papel                              | Notas                        |
| ---- | --------------------------- | ---------------------------------- | ---------------------------- |
| 1988 | Mac and Me                  | Bailarina en McDonald's            | Sin acreditar                |
| 1993 | Leprechaun                  | Tory Reding                        |                              |
| 1996 | She's the One               | Renee Fitzpatrick                  |                              |
| 1996 | Dream for an Insomniac      | Allison                            |                              |
| 1997 | 'Til There Was You          | Debbie                             |                              |
| 1997 | Picture Perfect             | Kate Mosley                        |                              |
| 1998 | The Thin Pink Line          | Clove                              |                              |
| 1998 | Waiting for Woody           | Ella misma                         | Cortometraje                 |
| 1998 | The Object of My Affection  | Nina Borowski                      |                              |
| 1999 | Office Space                | Joanna                             |                              |
| 1999 | The Iron Giant              | Annie Hughes                       | Voz                          |
| 2001 | Rockstar                    | Emily Poule                        |                              |
| 2002 | The Good Girl               | Justine Last                       |                              |
| 2003 | Bruce Almighty              | Grace Connelly                     |                              |
| 2004 | Along Came Polly            | Polly Prince                       |                              |
| 2005 | Derailed                    | Lucinda Harris / Jane              |                              |
| 2005 | Rumor Has It                | Sarah Huttinger                    |                              |
| 2006 | Friends with Money          | Olivia                             |                              |
| 2006 | Room 10                     | —                                  | Cortometraje; directora      |
| 2006 | The Break-Up                | Brooke Meyers                      |                              |
| 2008 | Marley & Me                 | Jenny Grogan                       |                              |
| 2008 | Management                  | Sue Claussen                       | También productora ejecutiva |
| 2008 | Burma: It Can't Wait        | —                                  | Cortometraje; directora      |
| 2009 | He's Just Not That Into You | Beth Murphy                        |                              |
| 2009 | Love Happens                | Eloise Chandler                    |                              |
| 2010 | The Bounty Hunter           | Nicole Hurley                      |                              |
| 2010 | The Switch                  | Kassie Larson                      | También productora ejecutiva |
| 2011 | Just Go With It             | Katherine Murphy / Devlin Maccabee |                              |
| 2011 | Horrible Bosses             | Dr. Julia Harris                   |                              |
| 2012 | Wanderlust                  | Linda Gergenblatt                  |                              |
| 2012 | $ellebrity                  | Ella misma                         | Película documental          |
| 2013 | We're the Millers           | Sarah «Rose» O'Reilly              |                              |
| 2013 | Life of Crime               | Margaret «Mickey» Dawson           | También productora ejecutiva |
| 2014 | Horrible Bosses 2           | Dr. Julia Harris                   |                              |
| 2014 | She's Funny That Way        | Jane Claremont                     |                              |
| 2014 | Cake                        | Claire Simmons                     | También productora ejecutiva |
| 2014 | Journey to Sundance         | Ella misma                         | Película documental          |
| 2015 | Unity                       | Narradora                          | Película documental          |
| 2016 | Mother's Day                | Sandy Newhouse                     |                              |
| 2016 | Storks                      | Sarah Gardner                      | Voz                          |
| 2016 | Office Christmas Party      | Carol Vanstone                     |                              |
| 2017 | The Yellow Birds            | Maureen Murphy                     | También productora ejecutiva |
| 2018 | Dumplin'                    | Rosie Dickson                      | También productora ejecutiva |
| 2019 | Murder Mystery              | Audrey Spitz                       | También productora ejecutiva |
| 2023 | Murder Mystery 2            | Audrey Spitz                       | También productora           |
| 2024 | Out of My Mind              | Voz interna de Melody              | Solo voz                     |

### Televisión
| Año       | Título                     | Papel                           | Notas                                                |
| --------- | -------------------------- | ------------------------------- | ---------------------------------------------------- |
| 1990      | Molloy                     | Courtney                        | Papel principal; 7 episodios                         |
| 1990      | Camp Cucamonga             | Ava Schector                    | Película de televisión                               |
| 1990–1991 | Un chico listo             | Jeannie Bueller                 | Papel principal; 13 episodios                        |
| 1992      | Quantum Leap               | Kiki Wilson                     | Episodio: «Nowhere to Run»                           |
| 1992–1993 | Herman's Head              | Suzie Brooks                    | 2 episodios                                          |
| 1992–1993 | The Edge                   | Varios personajes               | Papel principal; 20 episodios                        |
| 1994      | Muddling Through           | Madeline Drego Cooper           | Papel principal; 10 episodios                        |
| 1994      | Burke's Law                | Linda Campbell                  | Episodio: «Who Killed the Beauty Queen?»             |
| 1994–2004 | Friends                    | Rachel Green                    | Protagonista; 226 episodios                          |
| 1995      | The Larry Sanders Show     | Ella misma                      | Episodio: «Conflict of Interest»                     |
| 1998      | Partners                   | CPA Suzanne                     | Episodio: «Follow the Clams?»                        |
| 1998      | Hércules                   | Galatea (voz)                   | Episodio: «Dream Date»                               |
| 1999      | South Park                 | Mrs. Stevens (voz)              | Episodio: «Rainforest Schmainforest»                 |
| 2003      | King of the Hill           | Pepperoni Sue / Stephanie (voz) | Episodio: «Queasy Rider»                             |
| 2007      | Dirt                       | Tina Harrod                     | Episodio: «Ita Missa Est»                            |
| 2008      | 30 Rock                    | Claire Harper                   | Episodio: «The One with the Cast of Night Court»     |
| 2010      | Cougar Town                | Glenn                           | Episodio: «All Mixed Up»                             |
| 2011      | Five                       | —                               | Película de televisión; productora ejecutiva         |
| 2012      | Burning Love               | Dana                            | 2 episodios                                          |
| 2013      | Call Me Crazy: A Five Film | —                               | Película de televisión; productora ejecutiva         |
| 2019–2023 | The Morning Show           | Alex Levy                       | Protagonista; 30 episodios (también productora)      |
| 2021      | Friends: The Reunion       | Rachel Green / Ella misma       | Especial de televisión; también productora ejecutiva |

### Videojuegos
| Año  | Título                              | Papel | Notas |
| ---- | ----------------------------------- | ----- | ----- |
| 1997 | Steven Spielberg's Director's Chair | Laura | Voz   |

### Videoclips
| Año  | Título                  | Artista                         | Director    |
| ---- | ----------------------- | ------------------------------- | ----------- |
| 1994 | «I'll Be There for You» | The Rembrandts                  | N/A         |
| 1996 | «Walls (Circus)»        | Tom Petty and the Heartbreakers | Phil Joanou |
| 2001 | «I Want to Be in Love»  | Melissa Etheridge               | David Hogan |

### Teatro
| Año       | Título                     | Papel                        | Notas |
| --------- | -------------------------- | ---------------------------- | ----- |
| 1988      | Dancing on Checker's Grave | Lisa                         |       |
| 1988–1989 | For Dear Life              | Emily                        |       |
| 1995      | We Interrupt This Program  | —                            |       |
| 2006      | Three Girls and Bob        | Helena                       |       |
| 2009      | Ramen Noodle               | Danielle                     |       |
| 2010      | The Bitch Downstairs       | Perro muerto (sin acreditar) |       |

## Premios y nominaciones

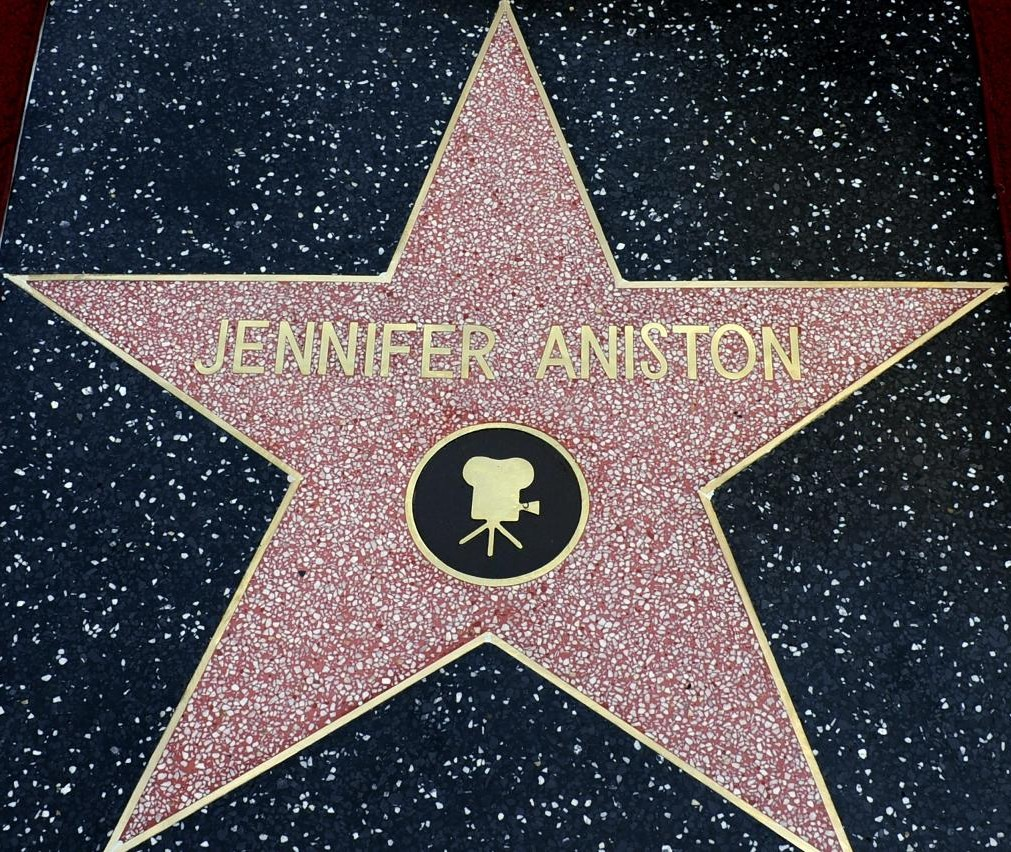
Estrella de Jennifer Aniston en el Paseo de la fama de Hollywood.

Premios del Sindicato de Directores
- Los Premios del Sindicato de Directores son emitidos por el Sindicato de Directores de América.

| Año  | Categoría                                                               | Trabajo nominado | Resultado |
| ---- | ----------------------------------------------------------------------- | ---------------- | --------- |
| 2012 | Logro excepcional de dirección en películas para televisión / miniserie | Five             | Nominada  |

Premios Globo de Oro
- Los Premios Globo de Oro son emitidos por la Asociación de la Prensa Extranjera de Hollywood (HFPA).

| Año  | Categoría                             | Trabajo nominado | Resultado |
| ---- | ------------------------------------- | ---------------- | --------- |
| 2002 | Mejor actriz - Serie de Televisión    | Friends          | Nominada  |
| 2003 | Mejor actriz - Serie de Comedia       | Friends          | Ganadora  |
| 2015 | Mejor actriz de cine - Drama          | Cake             | Nominada  |
| 2020 | Mejor actriz - Serie de Drama         | The Morning Show | Nominada  |
| 2020 | Mejor serie - Drama (como productora) | The Morning Show | Nominada  |

Premios Independent Spirit
- Los Premios Independent Spirit son emitidos por la organización sin ánimo de lucro Film Independent.

| Año  | Categoría    | Trabajo nominado | Resultado |
| ---- | ------------ | ---------------- | --------- |
| 2003 | Mejor actriz | The Good Girl    | Nominada  |

Premios Primetime Emmy
- Los Premios Primetime Emmy son emitidos por la Academia de Artes y Ciencias de la Televisión (ATAS).

| Año  | Categoría                                  | Trabajo nominado | Resultado |
| ---- | ------------------------------------------ | ---------------- | --------- |
| 2000 | Mejor actriz de reparto - Serie de Comedia | Friends          | Nominada  |
| 2001 | Mejor actriz de reparto - Serie de Comedia | Friends          | Nominada  |
| 2002 | Mejor actriz - Serie de Comedia            | Friends          | Ganadora  |
| 2003 | Mejor actriz - Serie de Comedia            | Friends          | Nominada  |
| 2004 | Mejor actriz - Serie de Comedia            | Friends          | Nominada  |
| 2009 | Mejor actriz invitada - Serie de comedia   | 30 Rock          | Nominada  |
| 2020 | Mejor actriz de serie dramática            | The Morning Show | Nominada  |
| 2024 | Mejor actriz de serie dramática            | The Morning Show | Nominada  |

Premios del Sindicato de Actores
- Los Premios del Sindicato de Actores son emitidos por el Sindicato de Actores de Cine y la Federación Americana de Artistas de Radio y Televisión (SAG-AFTRA).

| Año  | Categoría                        | Trabajo nominado | Resultado |
| ---- | -------------------------------- | ---------------- | --------- |
| 1996 | Mejor reparto - Serie de Comedia | Friends          | Ganadora  |
| 1999 | Mejor reparto - Serie de Comedia | Friends          | Nominada  |
| 2000 | Mejor reparto - Serie de Comedia | Friends          | Nominada  |
| 2001 | Mejor reparto - Serie de Comedia | Friends          | Nominada  |
| 2002 | Mejor reparto - Serie de Comedia | Friends          | Nominada  |
| 2002 | Mejor actriz - Serie de Comedia  | Friends          | Nominada  |
| 2003 | Mejor actriz - Serie de Comedia  | Friends          | Nominada  |
| 2003 | Mejor reparto - Serie de Comedia | Friends          | Nominada  |
| 2004 | Mejor reparto - Serie de Comedia | Friends          | Nominada  |
| 2015 | Mejor actriz                     | Cake             | Nominada  |
| 2020 | Mejor actriz - Serie de Drama    | The Morning Show | Ganadora  |
| 2022 | Mejor actriz - Serie de Drama    | The Morning Show | Nominada  |